# Myosotis
Myosotis L., 1753 è un genere di piante della famiglia delle Borraginacee, comprendente circa 150 specie erbacee annuali o perenni, fra le quali il comune nontiscordardimé (o non ti scordar di me).

## Etimologia
Il nome del genere deriva dal greco μῦς, μυός, «topo» e οὖς, ὠτός, «orecchio», con allusione alle foglie a orecchio di topo.

## Descrizione

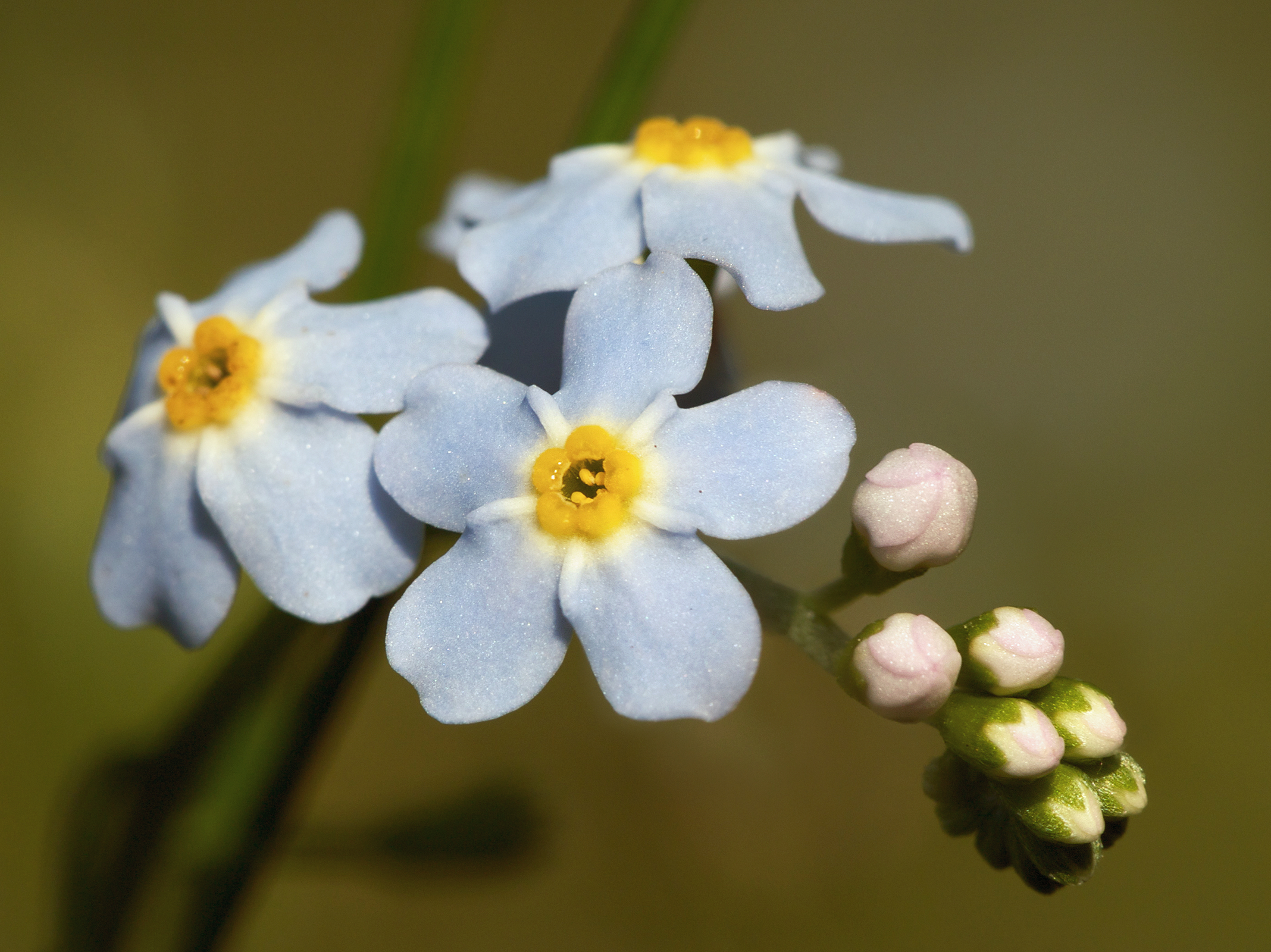
Non ti scordar di me

I fiori disposti in cime (sulle sfumature tendenti al blu e all'azzurro) di solito appaiate sono generalmente senza brattee o qualche volta portano brattee nella parte inferiore. Il calice è regolarmente diviso fino a metà o oltre, più o meno accrescente nel frutto; è ispido per la presenza di peli setolosi tutti uguali e uniformi, diritti, appressati e rivolti verso l'alto; oppure per la presenza di peli ad uncino o di due tipi, alcuni setolosi, di solito uncinati e più o meno patenti, altri più corti, esili, diritti o anche arcuati. Rispetto al peduncolo, il calice può essere articolato e caduco o non articolato e persistente. La corolla rotata o rotata-imbutiforme, ha il tubo generalmente corto, la fauce munita di cinque gibbosità glandulose, bianche o gialle e generalmente incluse; il lembo regolarmente diviso in cinque lobi, piano o leggermente concavo, di solito blu (a volte può essere bianco, giallo, rosa e blu). Gli stami sono generalmente inclusi, recanti ognuno una appendice lingulata terminale; i filamenti sono inseriti a metà del tubo. Lo stilo è incluso e porta uno stimma capitato. Le nucule sono quattro, ovoidi, erette più o meno compresse, lisce e lucide, di colore che va dal bruno al nero, spesso con un evidente margine (orlo); l'area di attacco di solito piccola può presentare a volte un'appendice spugnosa o ligulata.

## Distribuzione e habitat
Questo genere ha una distribuzione cosmopolita, essendo diffuso in Europa, Africa, Asia, America e Oceania. In Italia è presente in tutte le regioni, con 18 specie tra cui Myosotis alpestris,  Myosotis arvensis e  Myosotis sylvatica.

## Tassonomia
Le specie di questo genere, pur essendo ben distinte dal punto di vista palinologico e cariologico, sono morfologicamente molto simili tra loro e ciò rende particolarmente complicata la loro determinazione.
Il genere comprende oltre 150 specie:
- Myosotis abyssinica Boiss. & Reut.
- Myosotis afropalustris C.H. Wright
- Myosotis albicans Riedl
- Myosotis albiflora Banks & Sol. ex Hook. f.
- Myosotis albosericea Hook.f.
- Myosotis alpestris F.W.Schmidt
- Myosotis amabilis Cheeseman
- Myosotis ambigens (Bég.) Grau
- Myosotis angustata Cheeseman
- Myosotis anomala Riedl
- Myosotis antarctica Hook. f.
- Myosotis arnoldii L.B.Moore
- Myosotis arvensis (L.) Hill
- Myosotis asiatica (Vestergr.) Schischk. & Serg.
- Myosotis atlantica Vestergr.
- Myosotis australis R.Br.
- Myosotis austrosibirica O.D.Nikif.
- Myosotis azorica H.C.Watson
- Myosotis baicalensis O.D.Nikif.
- Myosotis balbisiana Jord.
- Myosotis × bohemica Domin
- Myosotis × bollandica P.Jeps.
- Myosotis bothriospermoides Kitag.
- Myosotis brachypoda Gren.
- Myosotis brevis de Lange & Barkla
- Myosotis brockiei L.B.Moore & M.J.A.Simpson
- Myosotis bryonoma Meudt, Prebble & Thorsen
- Myosotis butorinae Stepanov
- Myosotis × cadevallii Sennen
- Myosotis cadmea Boiss.
- Myosotis cameroonensis Cheek & R.Becker
- Myosotis capitata Hook.f.
- Myosotis × catalaunica Sennen
- Myosotis chaffeyorum Lehnebach
- Myosotis chakassica O.D.Nikif.
- Myosotis cheesemanii Petrie
- Myosotis × cinerascens Petrie
- Myosotis colensoi (Kirk) J.F.Macbr.
- Myosotis concinna Cheeseman
- Myosotis congesta Shuttlew.
- Myosotis corsicana (Fiori) Grau
- Myosotis czekanowskii (Trautv.) Kamelin & V.N.Tikhom.
- Myosotis daralaghezica T.N.Popova
- Myosotis debilis Pomel
- Myosotis decumbens Host
- Myosotis densiflora C. Koch
- Myosotis diminuta Grau
- Myosotis discolor Pers.
- Myosotis dissitiflora Baker
- Myosotis dubia Arrond.
- Myosotis ergakensis Stepanov
- Myosotis exarrhena F.Muell.
- Myosotis eximia Petrie
- Myosotis explanata Cheeseman
- Myosotis forsteri Lehm.
- Myosotis gallica Vestergr.
- Myosotis galpinii C.H. Wright
- Myosotis glabrescens L.B.Moore
- Myosotis glauca (G.Simpson & J.S.Thomson) de Lange & Barkla
- Myosotis goyenii Petrie
- Myosotis graminifolia DC.
- Myosotis graui Selvi
- Myosotis guneri A.P.Khokhr.
- Myosotis heteropoda Trautv.
- Myosotis hikuwai Meudt, Prebble & G.M.Rogers
- Myosotis imitata Serg.
- Myosotis incrassata Guss.
- Myosotis jenissejensis O.D.Nikif.
- Myosotis jordanovii N.Andreev & Peev
- Myosotis × kablikiana Domin
- Myosotis kamelinii O.D.Nikif.
- Myosotis kazakhstanica O.D.Nikif.
- Myosotis kebeshensis Stepanov
- Myosotis keniensis T.C.E.Fr.
- Myosotis koelzii Riedl
- Myosotis kolakovskyi A.P.Khokhr.
- Myosotis × krajinae Domin
- Myosotis krasnoborovii O.D.Nikif. & Lomon.
- Myosotis krylovii Serg.
- Myosotis kurdica Riedl
- Myosotis laeta Cheeseman
- Myosotis laingii Cheeseman
- Myosotis latifolia Poir.
- Myosotis laxa Lehm.
- Myosotis lazica Popov
- Myosotis lithospermifolia (Willd.) Hornem.
- Myosotis lithuanica (Schmalh.) Besser ex Dobrocz.
- Myosotis litoralis Steven ex M.Bieb.
- Myosotis ludomilae Zaver.
- Myosotis lyallii Hook.f.
- Myosotis macrantha (Hook.f.) Cheeseman
- Myosotis macrosiphon Font Quer & Maire
- Myosotis macrosperma Engelm.
- Myosotis magniflora A.P.Khokhr.
- Myosotis margaritae Štěpánková
- Myosotis maritima Hochst. ex Seub.
- Myosotis martini Sennen
- Myosotis matthewsii L.B.Moore
- Myosotis michaelae Štěpánková
- Myosotis minutiflora Boiss. & Reut.
- Myosotis monroi Cheeseman
- Myosotis nemorosa Besser
- Myosotis nikiforovae Stepanov
- Myosotis ochotensis O.D.Nikif.
- Myosotis olympica Boiss.
- Myosotis oreophila Petrie
- Myosotis pansa (L.B.Moore) Meudt, Prebble, R.J.Stanley & Thorsen
- Myosotis × parviflora (Schur) Domin
- Myosotis paucipilosa (Grau) Ristow & Hand
- Myosotis × permixta Domin
- Myosotis persoonii Rouy & E.G.Camus
- Myosotis petiolata Hook.f.
- Myosotis platyphylla Boiss.
- Myosotis popovii Dobrocz.
- Myosotis pottsiana (L.B.Moore) Meudt, Prebble, R.J.Stanley & Thorsen
- Myosotis propinqua (Turcz.) Fisch. & C.A.Mey.
- Myosotis × pseudohispida Domin
- Myosotis pulvinaris Hook.f.
- Myosotis pusilla Loisel.
- Myosotis radix-palaris A.P.Khokhr.
- Myosotis rakiura L.B.Moore
- Myosotis ramosissima Rochel
- Myosotis refracta Boiss.
- Myosotis rehsteineri (Hausm.) Wartm. ex Reut.
- Myosotis retrorsa Meudt, Prebble & Hindm.-Walls
- Myosotis rivularis (Vestergr.) A.P. Khokhr.
- Myosotis ruscinonensis Rouy
- Myosotis ramosissima Rochel ex Schult.
- Myosotis refracta Boiss.
- Myosotis rehsteineri (Hausm.) Wartm. ex Reut.
- Myosotis rivularis (Vestergr.) A.P.Khokhr.
- Myosotis robusta D.Don
- Myosotis sajanensis O.D.Nikif.
- Myosotis saxatilis Petrie
- Myosotis saxosa Hook.f.
- Myosotis schistosa A.P.Khokhr.
- Myosotis schmakovii O.D.Nikif.
- Myosotis scorpioides L.
- Myosotis secunda Al.Murray
- Myosotis semiamplexicaulis DC.
- Myosotis sicula Guss.
- Myosotis solange Greuter & Zaffran
- Myosotis soleirolii Godr.
- Myosotis sparsiflora J.C.Mikan ex Pohl
- Myosotis spatulata G.Forst.
- Myosotis speciosa Pomel
- Myosotis speluncicola (Boiss.) Rouy
- Myosotis stenophylla Knaf
- Myosotis stolonifera (DC.) J.Gay ex Leresche & Levier
- Myosotis stricta Link ex Roem. & Schult.
- Myosotis suavis Petrie
- Myosotis subcordata Riedl
- Myosotis × suzae Domin
- Myosotis sylvatica Ehrh. ex Hoffm.
- Myosotis taverae Valdés
- Myosotis tenericaulis Petrie
- Myosotis tineoi C.Brullo & Brullo
- Myosotis traversii Hook.f.
- Myosotis tuxeniana (O.Bolòs & Vigo) O.Bolòs & Vigo
- Myosotis ucrainica Czern.
- Myosotis ultramafica Meudt, Prebble & Rance
- Myosotis umbrosa Meudt, Prebble & Thorsen
- Myosotis uniflora Hook.f.
- Myosotis urceolaris Shuttlew.
- Myosotis venosa Colenso
- Myosotis venticola Meudt & Prebble
- Myosotis verna Nutt.
- Myosotis vestergrenii Stroh
- Myosotis welwitschii Boiss. & Reut.
- Myosotis wumengensis L.Wei

## Miti e folklore

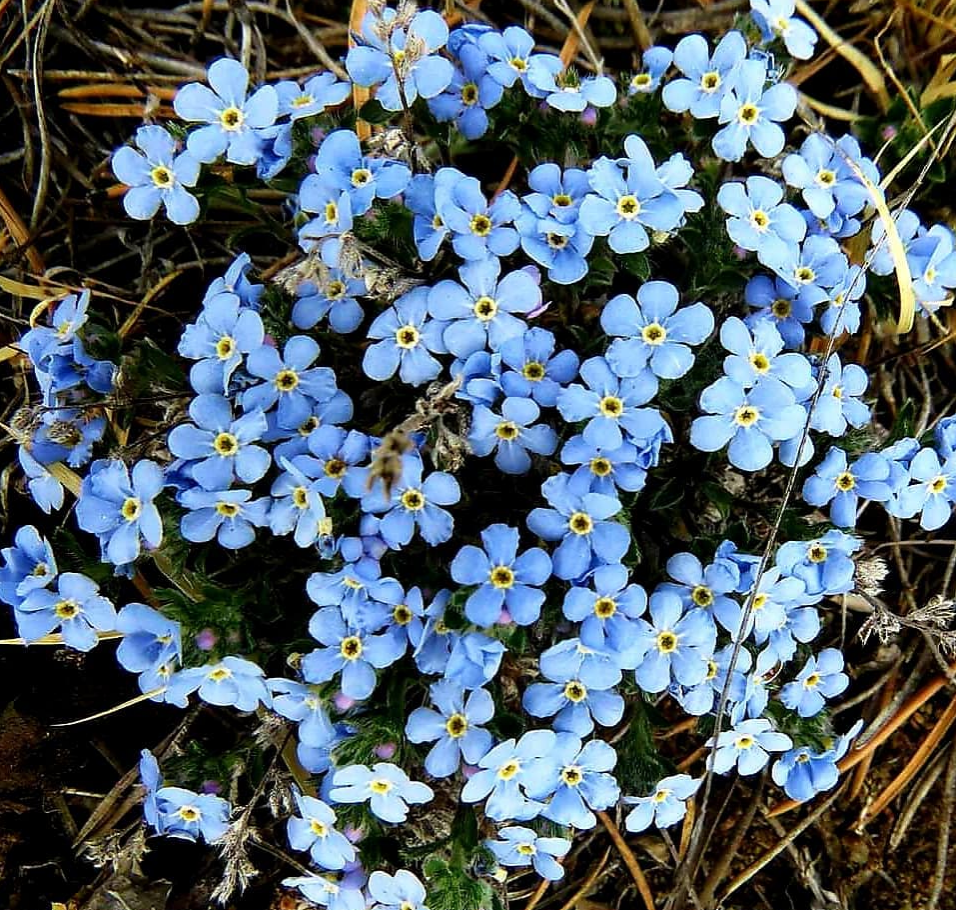
Myosotis nella Siberia orientale

Secondo la tradizione la denominazione di "non ti scordar di me" sarebbe legata a una leggenda germanica secondo la quale Dio stava dando il nome alle piante quando una piantina, ancora senza nome, gridò: "Non ti scordar di me, Dio!" e Dio replicò: "Quello sarà il tuo nome!".
Secondo una più recente leggenda sarebbe invece legata ad un avvenimento occorso lungo il Danubio, in Austria: si narra che un giorno due innamorati stessero passeggiando lungo il Danubio, scambiandosi tenerezze e promesse d'amore. Rimasero affascinati dai piccoli fiori azzurri trasportati dalla corrente del fiume: il ragazzo si chinò per raccoglierne uno e donarlo alla sua amata ma scivolò e cadde in acqua, gridandole “Non ti scordar di me!” come saluto estremo prima di essere inghiottito. L'evento è narrato in una cantata di Anton Bruckner.
Dagli antichi era chiamato erba sacra ed era usata nella preparazione di medicamenti per gli occhi. Plinio il Vecchio dice che il fiore era considerato un simbolo di salvezza dal dolore e da ciò che potesse incupire la vita.
Nella Germania del XV secolo, chi indossava il fiore non sarebbe stato dimenticato dalla propria amata; mentre le donne lo indossavano come segno di fedeltà. Infatti questo fiore è spesso ritenuto il simbolo per eccellenza della fedeltà e dell'amore eterno.
Il "non ti scordar di me" è stato adottato a livello internazionale come fiore ufficiale della Festa dei nonni.
La Massoneria usa il "non ti scordar di me" per ricordare i massoni vittime del regime nazista. I massoni tedeschi, infatti, si riconoscevano tramite questo simbolo, al tempo segreto, dato che il Terzo Reich aveva messo al bando le associazioni massoniche e deportava i massoni quali "dissidenti politici".
Il non ti scordar di me è individuabile nel fiore azzurro, simbolo d'ispirazione centrale e durevole del movimento letterario del Romanticismo, ideato dal poeta e filosofo romantico tedesco Novalis nel suo incompleto romanzo di formazione Heinrich von Ofterdingen. Rappresenta il desiderio, l'amore e lo sforzo metafisico di accostarsi all'infinito e all'irraggiungibile, tratti tipici della corrente romantica.